# TOKYO RABBIT RECORDS
TOKYO RABBIT RECORDS（トーキョーラビットレコード）は、作詞家・作曲家・映画監督の堂野アキノリが主宰する日本の音楽レーベル。
近年では長編映画のリリースにも積極的である。
共同作業者は、トサキユウキ、阿部樹一、大塚篤史。

## プロデュースした主なミュージシャン
- 祐真キキ
  - デビューシングル「SAZANKA」
  - 配信シングル「心の花」

- リア・ディゾン
  - ミニアルバム「FOR THE WORLD」
  - 配信EP「ONLY YOU」

- Sumire
  - 配信シングル「Still stay here」
  - 配信EP「カタオモイ」

- mana
  - 配信シングル「青ノ詩/MEGURU」「歩道橋から見上げた月」「ODORO」

- ヘラヘラ三銃士
  - 配信シングル「あるわけないわゴメン」

- 小笠原健
  - 配信シングル「逢いたい」

- ゆいか（本仮屋ユイカ）
  - 「HAPPY WEEKEND LOVE」「この夜のラブストーリー」「通りすがり」 - 吉本ばななが作詞で参加。

- 佐藤詩織（元欅坂46）
  - 「まっしろな世界。」「ケイトウ」

- 平松賢人
  - 「POTSUN」ほか

- 奥田こころ
  - 「POTSUN」（カバー）ほか

## リリースされた長編映画
KATACHI
- 2022年製作。
- 出演者：宮﨑香蓮、八木将康（劇団EXILE）が主演。その他、敦士、沢井美優、杉浦大毅、芳本美代子などが出演。
- 主題歌：Ms.OOJA「光射す方へ」（ 作詞：Ms.OOJA、堂野アキノリ、作詞・作曲：堂野晶敬）
- 挿入歌：MILLEA「かたち」

右へいってしまった人
- 2023年12月1日公開。
- 出演者：平松賢人（BOYS AND MEN）主演。ヒロインは、高田夏帆。その他、財木琢磨、杉浦大毅、沢井美優、内木志、奥田こころ、津田寛治、夏川りみ（本人役）などが出演。
- 主題歌：夏川りみ「春夏秋冬」（作詞・作曲：堂野晶敬）